# Imre Nagy
Imre Nagy [ˈimrɛ nɒɟ] (7 tháng 6 năm 1896 – 16 tháng 6 năm 1958) là một chính trị gia của Đảng cộng sản Hungary mà đã được chọn làm thủ tướng Hungary trong hai lần. Nhiệm kỳ thứ hai của Nagy chấm dứt khi ông tỏ ý ủng hộ người biểu tình trong Sự kiện năm 1956 ở Hungary, khiến quân đội Liên Xô và những Đảng viên cộng sản Hungary phản đối những chính sách của Nagy tiến hành bắt giam ông. Nagy bị xử treo cổ 2 năm sau đó vì tội phản quốc bởi 1 tòa án bí mật. Ông được khôi phục danh dự năm 1989 cùng với sự sụp đổ của chính quyền Cộng hòa nhân dân Hungary. Vào ngày 16 tháng 6 năm 1989, khi chủ nghĩa cộng sản sụp đổ tại Hungary, thi hài của Nagy đã chính thức được an táng lại với các lễ nghi đầy đủ. Khoảng 300.000 người Hungary đã tham gia lễ an táng này.

## Nhà Imre Nagy ở Budapest

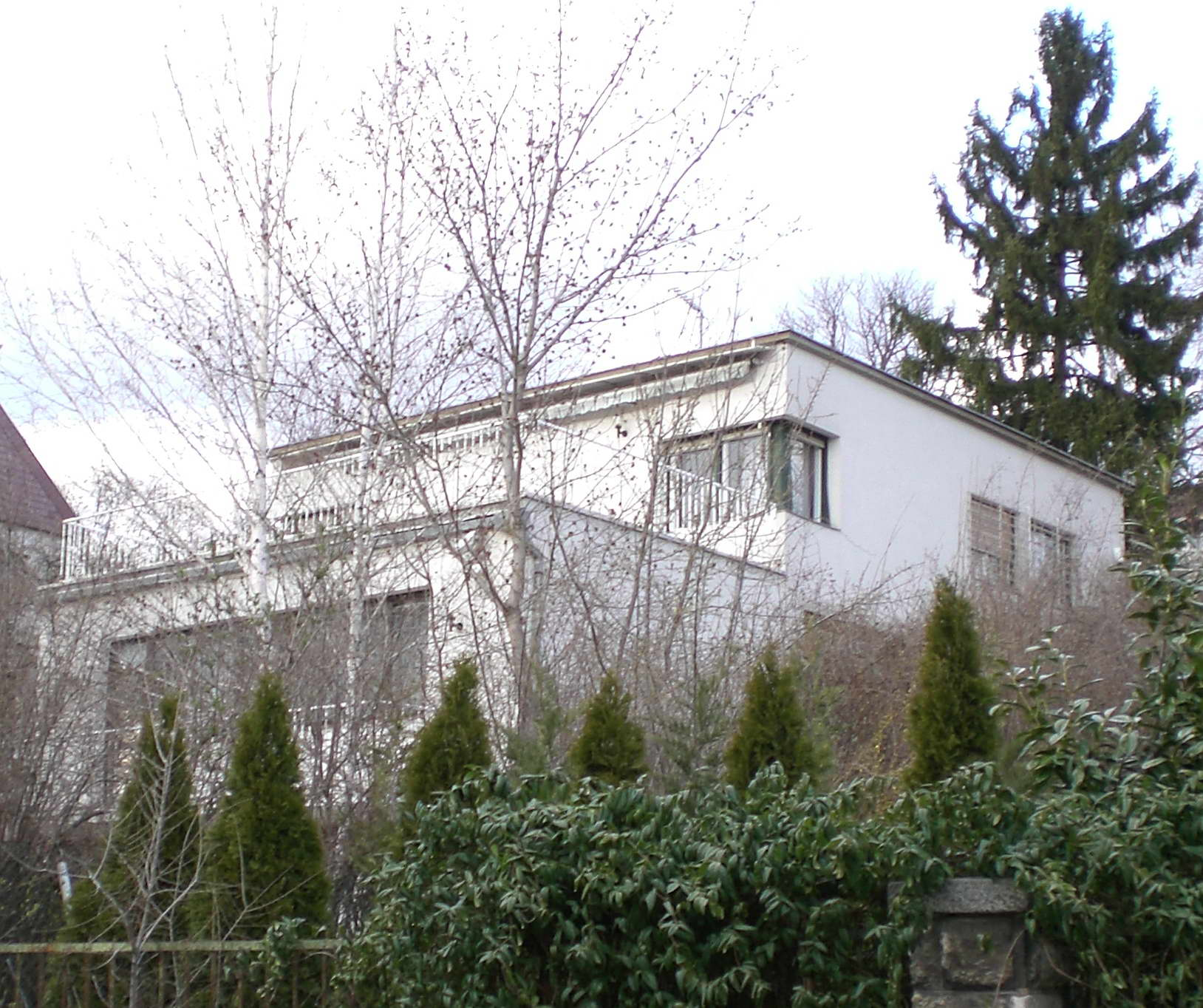
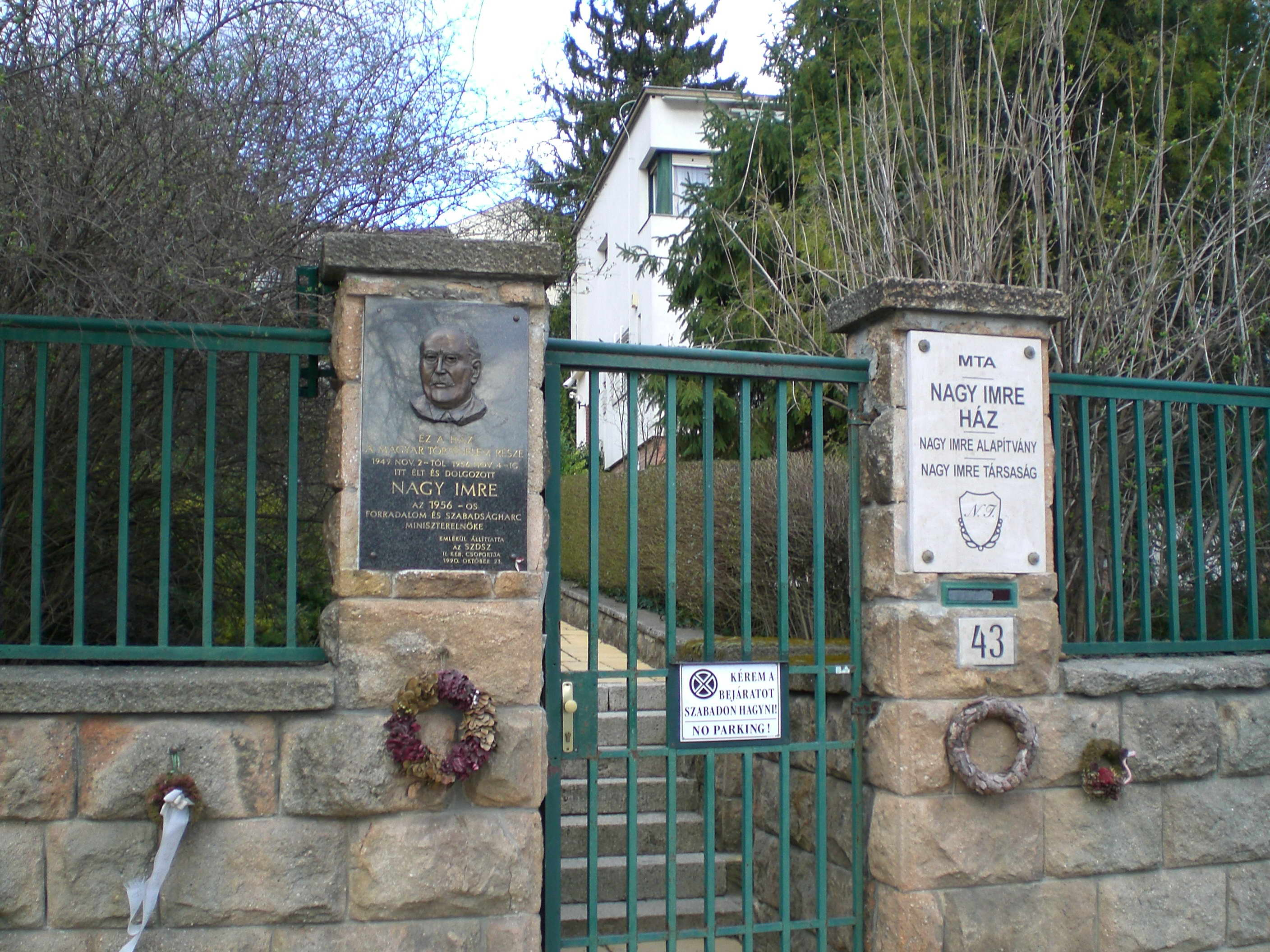
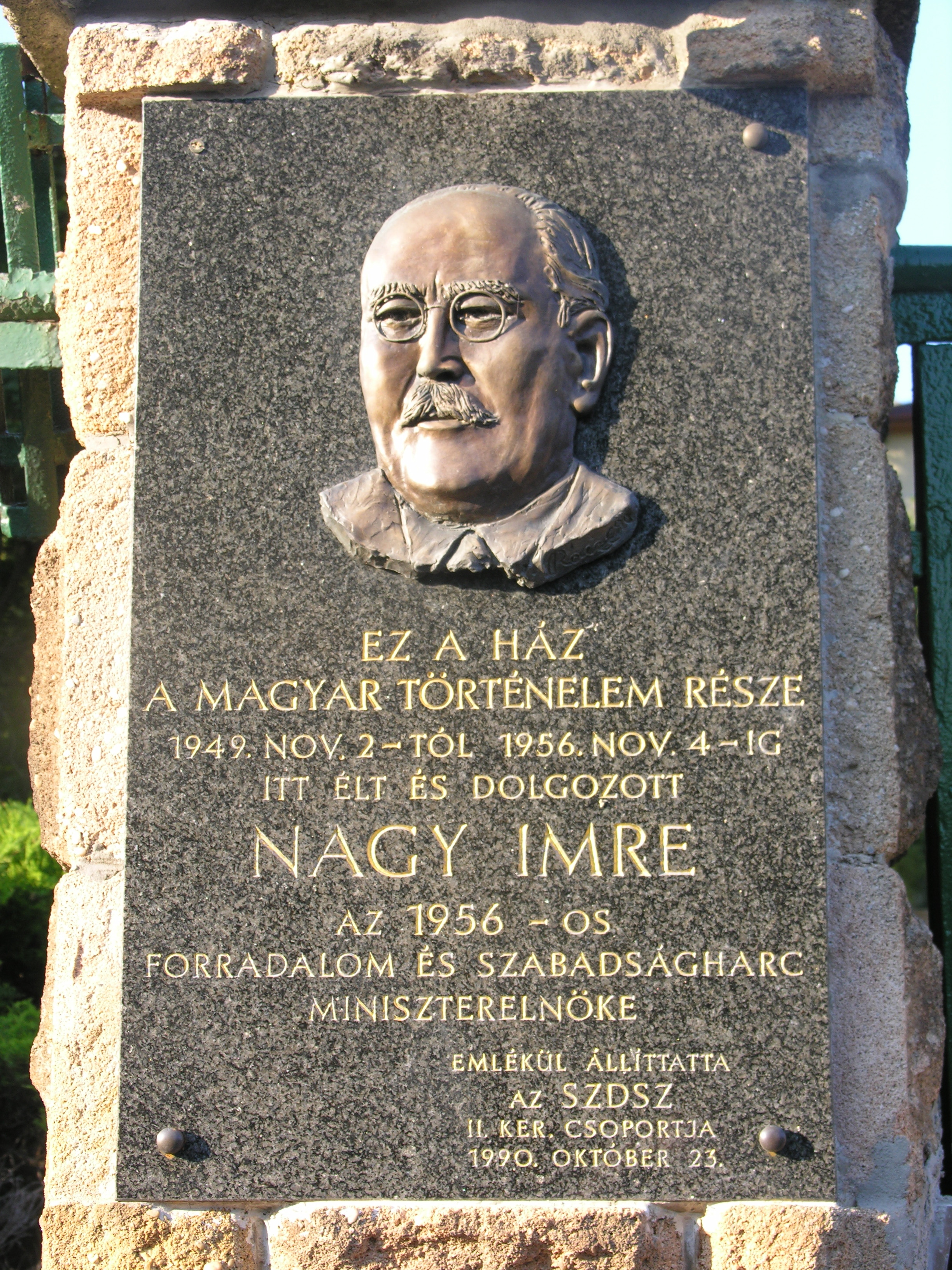